# San Gabriel, Querétaro Arteaga
San Gabriel är en ort i Mexiko.   Den ligger i kommunen El Marqués och delstaten Querétaro Arteaga, i den centrala delen av landet, 190 km nordväst om huvudstaden Mexico City. San Gabriel ligger 1 968 meter över havet och antalet invånare är 185.
Terrängen runt San Gabriel är kuperad åt nordväst, men åt sydost är den platt. Runt San Gabriel är det ganska tätbefolkat, med 108 invånare per kvadratkilometer. Närmaste större samhälle är Santa Rosa Jauregui, 15,5 km väster om San Gabriel. Trakten runt San Gabriel består i huvudsak av gräsmarker.